# أنطونيو بيترو
أنطونيو بيترو (بالإيطالية: Antonio Simone)‏ هو ملحن وعازف بيانو إيطالي، ولد في 1969.

## وصلات خارجية
- الموقع الرسمي